# سید محمد حجازی
سیدمحمد حسین‌زاده حجازی (۱ بهمن ۱۳۳۵ – ۲۹ فروردین ۱۴۰۰) سرتیپ سپاه پاسداران انقلاب اسلامی بود که از ۱۳۹۸ تا ۱۴۰۰ به‌عنوان جانشین فرمانده نیروی قدس سپاه پاسداران فعالیت می‌کرد. وی از اعضای هیئت علمی دانشگاه امام حسین بود.
حجازی فعالیت در سپاه پاسداران را از سال ۱۳۵۸ آغاز کرد. وی در فاصله سالهای ۱۳۷۶ تا ۱۳۸۶ فرماندهی نیروی مقاومت بسیج را برعهده داشت، از ۱۳۸۶ تا ۱۳۸۷ به‌عنوان معاون هماهنگ‌کننده سپاه پاسداران فعالیت می‌کرد، از ۱۳۸۷ تا ۱۳۸۸ جانشین فرمانده کل سپاه پاسداران بود و در فاصله سالهای ۱۳۸۸ تا ۱۳۹۳ معاونت آماد، پشتیبانی و تحقیقات صنعتی ستاد کل نیروهای مسلح را برعهده داشت.
در اکتبر ۲۰۱۱ اتحادیه اروپا حجازی را به دلیل موارد نقض حقوق بشر تحریم کرد.

## زندگی
سید محمد حسین‌زاده حجازی در سال ۱۳۳۵ در اصفهان زاده شد و تحصیلات خود تا دریافت مدرک دیپلم متوسطه را در این شهر سپری کرد. او از ابتدای وقوع انقلاب و با تأسیس سپاه پاسداران به عضویت این نهاد درآمد و تحصیلات دانشگاهی خود را نیز ادامه داد. او دانش‌آموختهٔ دکتری دانشگاه عالی دفاع ملی در رشته مدیریت استراتژیک و عضو هیئت علمی دانشگاه امام حسین بود. حجازی در سال‌های ۱۳۷۶ تا ۱۳۸۶ فرمانده نیروی مقاومت بسیج بود. وی طی حکمی در سال ۱۳۸۶ از جانب سید علی خامنه‌ای، در جایگاه فرمانده کل قوا، به سِمت رئیس ستاد مشترک سپاه پاسداران انقلاب اسلامی منصوب شد و تا سال ۱۳۸۷ در این جایگاه فعالیت کرد.

## مسئولیت‌ها
حجازی در سالهای اولیه انقلاب در مناطق آشوب‌زده کردستان و آذربایجان غربی حضور داشت و پس از مهار ناآرامی‌های کردستان توسط نیروی مسلح ایران، با آغاز جنگ ایران و عراق به جبهه‌های جنوب منتقل شد. وی در طول سال‌های جنگ ایران و عراق، به سازماندهی و اعزام نیروهای مردمی اشتغال داشت و دوره‌ای مسئول اعزام نیرو به جبهه‌های جنوب بود. او مدتی نیز مسئولیت ستاد سپاه منطقه دوم کشور را برعهده داشت، سپس تا پایان جنگ در جایگاه‌های جانشین فرمانده سپاه منطقه چهارم، جانشین فرمانده قرارگاه سلمان در جبهه‌های میانی و غرب، جانشین فرمانده قرارگاه قدس سپاه حضور داشت. حجازی پس از پایان جنگ در سمت‌هایی چون معاون هماهنگ‌کننده و معاون نیروی انسانی نیروی مقاومت بسیج فعالیت کرد. وی برای مدتی نیز مسئولیت سپاه پاسداران را در کشور لبنان بر عهده داشت.
او در فاصله سالهای ۱۳۷۶ تا ۱۳۸۶ فرماندهی نیروی مقاومت بسیج را برعهده داشت. حجازی از ۱۳۸۶ تا ۱۳۸۷ رئیس ستاد مشترک سپاه پاسداران و از ۱۳۸۷ تا ۱۳۸۸ جانشین فرمانده کل سپاه پاسداران بود. وی در تیرماه ۱۳۸۷ به‌عنوان جانشین قرارگاه ثارالله معرفی شد و در خلال درگیری‌های پس از انتخابات ریاست‌جمهوری ۱۳۸۸ این سمت را برعهده داشت. او در فاصله سالهای ۱۳۸۸ تا ۱۳۹۳ معاون آماد، پشتیبانی و تحقیقات صنعتی ستاد کل نیروهای مسلح بود.
حجازی از دی‌ماه ۱۳۹۸ با حکم حسین سلامی؛ فرمانده کل سپاه پاسداران، به‌عنوان جانشین فرمانده نیروی قدس منصوب شد که تا ۲۹ فروردین ۱۴۰۰ این سمت را برعهده داشت.

## مرگ
محمد حجازی در ۲۹ فروردین ۱۴۰۰ در سن ۶۵ سالگی بر اثر عوارض شیمیایی درگذشت. در ابتدا علت مرگ وی عارضه قلبی اعلام شده بود و در گلستان شهدای اصفهان دفن شد. 

فرزند ابراهیم همت به طور غیرمستقیم در ابتدا احتمال ترور او را با نوشته‌ای که در حساب کاربری تویتر خود نوشت، مطرح کرد:
فقط بگویم علت پرکشیدن عارضه قلبی نبود، رهبرم این سرباز هم فدای شما.
 وی در انتهای توییتش با هشتگ «شهید سید محمد حجازی» احتمال ترور او را تشدید کرد؛ ولی وی پس از دقایقی این توییت را پاک کرد.

## احتمال ترور
عده‌ای از نظریه پردازان و خبرگزاری‌های داخل و خارج از ایران، از ترور و حذف وی توسط نیروهای امنیتی اسرائیلی حاضر در خاک ایران میدادند، همچنین نظریه پردازان و رسانه‌های خارج از کشور احتمال ترور وی توسط نیروی‌های داخلی حکومت جمهوری اسلامی را مطرح می‌کنند.

## تحریم اتحادیه اروپا
اتحادیه اروپا طی تصمیم مورخ ۱۸ مهر ۱۳۹۰ (۱۰ اکتبر ۲۰۱۱)، ۲۹ مقام ایرانی از جمله محمد حجازی را به دلیل موارد نقض حقوق بشر از ورود به کشورهای این اتحادیه محروم کرد. کلیه دارایی‌های این مقامات نیز در اروپا توقیف خواهد شد. بر اساس بیانیه اتحادیه اروپا، محمد حجازی فرمانده قرارگاه ثارالله تهران و رئیس سابق نیروهای بسیج بود.